# یواس‌آرسی جکسون (۱۸۳۲)
یواس‌آرسی جکسون (۱۸۳۲) (به انگلیسی: USRC Jackson (1832)) یک کشتی بود که طول آن ۷۳٫۴ فوت (۲۲٫۴ متر) بود. این کشتی در سال ۱۸۳۲ ساخته شد.